# Wanderer-Fantasie

Wanderer-Fantasie

Wanderer-Fantasie (también conocida, en español, como La fantasía del caminante; la traducción literal del alemán sería Fantasía del Viajero) es el nombre popular de la opus 15 (D 760) en do mayor de Franz Schubert  escrita en noviembre de 1822. Esta obra fue un encargo del aristócrata de Viena Emmanuel von Liebenberg. Se trata de una  Fantasía para piano en la clásica forma de sonata. Hay fuerte correlación entre los movimientos, de modo que esta pieza se interpreta como un proceso de sonata con importantes variaciones respecto a la forma clásica. 
Toda la obra se basa en un solo  tema, que se encuentra en su forma más pura en la melodía del segundo movimiento, que extrae Schubert de una de sus propias canciones, Der Wanderer (1816) .
El primer movimiento Allegro con fuoco ma non troppo está en la tonalidad de Do mayor y en el tiempo 4/4. El segundo movimiento, Adagio, que forma el núcleo de la obra, empieza en Do sostenido menor y acaba en Mi mayor; en este movimiento Schubert juega con las diferentes soluciones para un tema con variaciones. El tercer movimiento es un Scherzo presto, en La bemol mayor.
Recordando su técnica de composición orquestal, como en ocasiones después imitó la obra de Franz Liszt, sustituye por trémolos el uso de los acordes, componiendo arreglos armónicos nunca utilizados en la historia de la música con anterioridad a la composición de la pieza. Schubert mismo admitió que nunca había llegado a dominar el trabajo de composición de esta obra, dando esto una idea de lo ambicioso de su plan así como de la tensa profundidad que alienta detrás de la composición (Schubert dijo una vez de la pieza: "¡Que el diablo toque esta cosa!").[cita requerida] Es un trabajo de gran ambición técnica y compositiva.
El trabajo al piano es precursor de las técnicas de Franz Liszt. El compositor húngaro quedó tan impresionado por las posibilidades de los acordes y melodías que se esconden en la Wanderer-Fantasie, que reconoció haberla estudiado a menudo, y también escribió su propia versión para piano y otra para orquesta.